# Juhana Vartiainen
Juhana Mikael Vartiainen (sinh ngày 28 tháng 5 năm 1958) là nhà kinh tế học và chính khách người Phần Lan. Trước đây, ông là nghị sĩ Quốc hội Phần Lan từ 22 tháng 4 năm 2015 đến ngày 7 tháng 9 năm 2021. Hiện tại, ông đang giữ chức vụ thị trưởng Helsinki kể từ ngày 2 tháng 8 năm 2021.